# Kamensko (Vrbovsko)
Pour les articles homonymes, voir Kamensko.
Kamensko est une localité de Croatie située dans la municipalité de Vrbovsko, comitat de Primorje-Gorski Kotar. En 2001, la localité comptait 13 habitants.

## Démographie
| 1948 | 1953 | 1961 | 1971 | 1981 | 1991 | 2001 |
| ---- | ---- | ---- | ---- | ---- | ---- | ---- |
| 86   | 80   | 62   | 55   | 20   | 16   | 13   |